# Rossova ledena polica
Rossova ledena polica (angleško Ross Ice Shelf) je največja ledena polica Antarktike. Obsega pol milijona km², poprek pa meri okrog 800 km, torej jo lahko primerjamo z velikostjo Francije. Večina police leži v ozemlju Rossove odvisnosti, katero v posest zahteva Nova Zelandija.
Ledene police so trajne plavajoče ledene plošče, ki se držijo kopnega, led pa jim neprestano dovajajo ledeniki. 
Rossova ledena polica se imenuje po kapitanu siru Jamesu Clarku Rossu, ki jo je odkril 28. januarja 1841 in jo kartiral v vzhodni smeri do 160. vzporednika.
Polica delno obkroža Rossov otok, ležeč na njenem robu. Na njem sta postavljeni pomembni raziskovalni postaji McMurdo (ZDA) in Scott (Nova Zelandija).